# 惠信尼
惠信尼（1182年—1268年），日本佛教净土真宗創立者亲鸾之妻，父亲是越後國豪族三善為教。亲鸾上人是日本佛教中首位结婚的僧人。惠信尼因积极支持她丈夫宣讲佛教教义而闻名。她的很多信件存留下来，表明其学识和文学素养颇高。